# Alupi Airstrip
Alupi Airstrip is een landingsstrook in het district Nickerie in Suriname. Het ligt in het ressort Groot Henar aan de Nickerierivier in de Middenstandspolder, tussen Nieuw-Nickerie en Wageningen.
De airstrip bedient de rijstsector in het district. De ondergrond van de landingsbaan is van gras. De baan heeft een lengte van circa 760  meter.